# Conférence nationale souveraine (Togo)
Pour les articles homonymes, voir Conférence nationale souveraine.
 (février 2025).
 (février 2025).
 (février 2025).
Ayant le pouvoir absolu, le général Gnassingbé Eyadema a rejeté la souveraineté de la conférence nationale, qui s’est déroulée du 8 juillet au 28 août 1991.

## Contexte historique
« In Togo, the absence of widespread  associational activity made it possible for Eyadéma to consolidate a single party régime with relatively little difficulty ».
Eyadéma avait le pouvoir de saper l’autorité de la conférence et de supprimer et contrôler l’opposition politique sans être puni. Entre 1990 et 1991, il maintenait le contrôle de l’armée, la loyauté du Rassemblement du peuple togolais (RPT), et le lien rapport avec des puissances étrangères. L’alliance avec les puissances occidentales, notamment la France, et les ressources naturelles du Togo ont empêché la faillite économique complète comme au Bénin. Les difficultés économiques pendant les années 1980 ont contribué à l’agrandissement de l’opposition démocratique, mais l’absence de problèmes sévères a permis à Eyadéma de conserver le pouvoir.
Pourtant, les donateurs internationaux ont demandé au moins une démonstration de plus de transparence politique, de la liberté, et du respect des droits de l’homme, ce qui a conduit à un relâchement limité des pratiques répressives autoritaires. Par conséquent, l’opposition a choisi le moment pour s’opposer à l’autorité des syndicats et organisations filiales du parti d’Eyadéma, mais de manière peu efficace. De plus, les jeunes et les chômeurs ont participé aux manifestations quelquefois violentes, marchant sous le slogan « Otez-vous de là que je m’y mette » de Achille Mbembe. Ces démonstrations avaient essentiellement des aspirations pareilles à celles des membres de l’opposition légaliste démocratique, et les deux groupes ne peuvent pas être dissociés. 

### Début
Après deux mois de violence intensifiée, Eyadéma a permis la convocation d’une conférence nationale, sous la condition qu’il reste président pendant la période de transition, même la création d’un corps législatif provisoire, de l’élection d’un Premier ministre par intérim, et de l’établissement des élections à suivre. Quand la souveraineté de la conférence a été mise en question, la délégation des Forces Armées Togolaises (FAT) a quitté la conférence et Eyadéma a suspendu sa participation : « La Conférence nationale, en se proclamant souveraine, a outrepassé les compétences, qui lui avaient été reconnues par l'accord du 12 juin 1991 ». Plus tard, les délégués ont élu Joseph Kokou Koffigoh, fondateur de la Ligue Togolaise des Droits de l’Homme (LTDH), Premier ministre par intérim, et Fanouko Kpodzro président par intérim du Haut Conseil de la République. Cependant, Eyadéma a pu bouleverser tout le processus en suspendant la conférence un jour avant sa clôture officielle, le 25 juillet. 

### Conséquences
Après la décision de Eyadéma, même la recrudescence de la violence et des tentatives des coups d’États n’étaient pas suffisants pour renverser Eyadéma. Ses correspondances patrimoniales restaient intactes et soutenues de l’extérieur, ce qui lui facilitait la manipulation de son opposition politique. La France a spécialement aidé Eyadéma : « Notre rôle à nous, pays étranger, fut-il ami, n’est pas d'intervenir dans des conflits intérieurs. Dans ce cas-là, la France en accord avec les dirigeants, veillera à protéger ses citoyens, ses ressortissants, mais n'entend pas arbitrer les conflits ».
Le titre de « bon élève » de ses donateurs a permis à Eyadéma d’assurer la sauvegarde de ses intérêts et subvertir l’autorité de la conférence nationale, avant et après sa convocation. Quoique la population togolaise ait approuvé une constitution par référendum en septembre 1991, l’organisation de nouvelles élections a été différée jusqu’à l’élection très contestée de Eyadéma comme président en août 1993. 
Les Togolais ont décidé de poursuivre Eyadéma pour ses crimes, leur pays est tombé dans la dyarchie et la discorde et s’y maintient toujours. La construction des institutions est douteuse, pendant que les luttes de pouvoir deviennent de plus en plus violentes,,.

## Personnalités liées
- Philippe Kpodzro
- Tavio Amorin
- Agbéyomé Kodjo
- Djovi Gally